# Kaspars Ozers
Kaspars Ozers (né le 15 septembre 1968 à dans le rajons de Kuldīga) est un coureur cycliste letton, professionnel de 1994 à 1997.

## Biographie
Médaillé d'argent du championnat du monde sur route amateurs en 1993, Kaspars Ozers devient coureur professionnel en septembre 1994 dans l'équipe américaine Motorola. Il remporte cette année-là le prologue du Regio-Tour et une étape du Circuit franco-belge. En 1995 et 1996, il participe à deux Tours de France qu'il ne termine pas, et au Tour d'Espagne 1995, achevé à la 101e place. En 1996, il participe à la course en ligne des Jeux olympiques à Atlanta.

## Palmarès
- 1989
  - 3e étape de Vienne-Rabenstein-Gresten-Vienne
- 1990
  - 4e étape de la Cinturón a Mallorca
- 1992
  - 2e, 3e et 4e étapes de Barcelone-Montpellier
- 1993
  - 3e étape du Grand Prix François-Faber
  - 7eb étape du Tour de Rhénanie-Palatinat
  - 4e étape du Tour de Hawaï
  - 2e du First Union Grand Prix
  - 2e du Grand Prix d'Atlanta
  -  Médaillé d'argent du championnat du monde sur route amateurs
- 1994
  - 2e étape du Circuit franco-belge
  - Prologue du Regio-Tour
  - 6e étape du Tour de Rhénanie-Palatinat
- 1995
  - 3e du Tour du Danemark
- 1996
  - 2e de l'Omloop van de Rupelstreek

## Résultats sur les grands tours

### Tour de France
2 participations
- 1995 : hors délais (3e étape)
- 1996 : abandon (6e étape)

### Tour d'Espagne
2 participations
- 1995 : 101e
- 1996 : abandon (13e étape)